# Yevgeny Alekseyevich Fyodorov

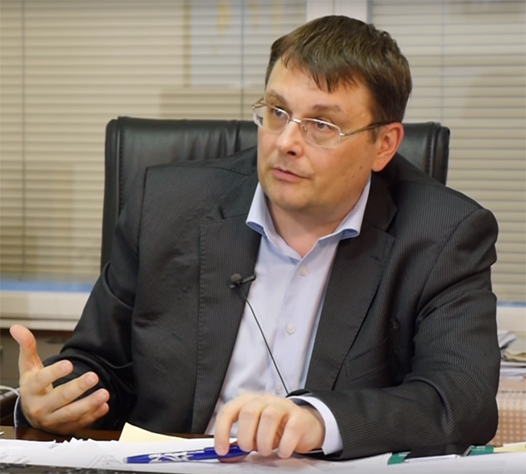
Yevgeny Alekseyevich Fedorov

Yevgeny Alekseyevich Fedorov (tiếng Nga: Евгений Алексеевич Фёдоров sinh ngày 11 tháng 5 năm 1963) là một nhà chính trị người Nga, phó của Duma Quốc gia (1993 - 1996, 2003 - hiện tại), điều phối viên NOD (phong trào giải phóng dân tộc Nga).